# Namco Entertainment
Namco Entertainment Inc. (NEI) est une entreprise américaine qui gère des salles d'arcade et des centres de divertissements familiaux, qui comprennent des salles de jeux, des magasins et des restaurants. La chaine est composée de près de 1 000 établissements en Amérique du Nord. C'est une filiale du groupe Bandai Namco Holdings fondée en 1990 (elle se prétend elle-même de 1968),.

## Historique
Au départ, l’entreprise était une filiale d'Atari Games fondée le 29 juillet 1987, appelée Atari Operations, Inc.. Cette filiale Atari est créée dans le but de racheter les actifs de Barrel of Fun, Inc. (de Savannah en Géorgie, fondé le 9 décembre 1977 par Herbert C. Skinner et Richard W. Adams). Le 1er septembre 1987, l'achat opéré par Atari Games est finalisé, la chaine de salles d'arcade Barrel of Fun, Inc. devient filiale de Atari Games sous le nom Atari Operations.
Atari Operations, est revendu à Namco, puis est renommé Namco Operations Inc. le 26 juin 1990. Namco développe son réseau et créé également ses propres salles sous la marque CyberStation.
En 1993, Namco rachète la chaine de salle d'arcade de Aladdin's Castle. 
Aladdin's Castle  est une chaine de salles d'arcade américaine originellement créée par l'entreprise American Amusements, Incorporated et rachetée par Bally Manufacturing en 1974. Aladdin's Castle est fusionné avec Namco Operations. L'entreprise est renommée Namco Cybertainment Inc. (NCI) en 1994. Namco ouvre alors des centres sous les marques Aladdin's Castle. Le groupe devient l'acteur mondial le plus important dans le domaine des salles d'arcade.
Durant les années 1990, Namco Cybertainment continue les rachats de chaine de salles d'arcade comme en 1996 avec l’absorption d'Edison Brothers Mall Entertainment, une grande chaine de salles d’arcade opérant sous les marques Time-Out et SpacePort. À la fin des années 1990, NCI rachète Diamond Jim's et Pocket Change America Inc. au début des années 2000.
Namco Cybertainment Inc. est renommé Namco Entertainment Inc. le 1er janvier 2012.

## Marques / Salles d'arcade
- Time Out
- CyberStation
- Aladdin’s Castle
- Spaceport
- Pocket Change
- Atari Expo
- WonderPark